# 岩屋谷公園
岩屋谷公園（いわいだにこうえん、いわやだにこうえん）は、兵庫県相生市那波野（なばの）岩屋谷池周辺を領域とする地区公園。天下台山が形成する谷である岩屋谷に位置する。

## 概要
相生市那波野字岩屋谷にある地区公園。県の砂防事業と相生市の公園事業が連携して、 1995年（平成7年）3月に完成した。施設として、野外ステージ・広場・トイレ（身障トイレ）、駐車場（29台）があり園内を岩谷川が流れる。南には、標高321メートルの天下台山（てんがだいさん）があり、ハイキングコースとなっている。

### 地理
JR山陽本線相生駅から東に約2.5キロメートル、徒歩約30分。標高は40メートル。

### 年表
- 明治末期、かんがい用の溜め池として築造される。
- 昭和戦後、堤防が決壊する。

## 岩屋谷池
岩屋谷池は明治時代末期に作られたため池である。